# Nino Manfredi

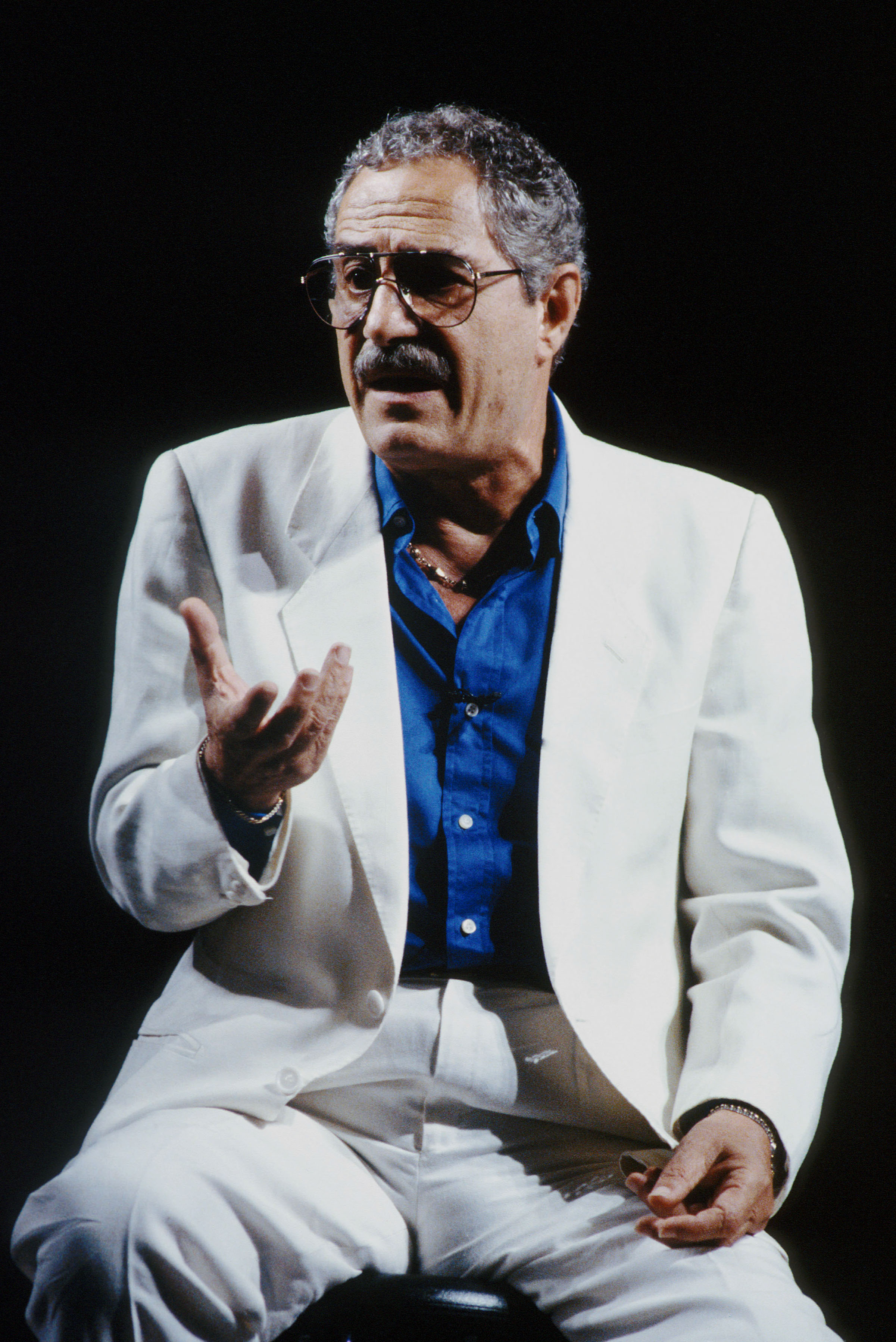
Nino Manfredi

Nino Manfredi, rodným jménem Saturnino Manfredi (22. března 1921 – 4. června 2004) byl italský herec a režisér, představitel žánru commedia all'italiana.

## Herecká filmografie
- Monastero di Santa Chiara (1949)
- Torna a Napoli (1949)
- Anema e core (1951)
- Viva il cinema! (1952)
- La prigioniera della torre di fuoco (1952)
- Ho scelto l'amore (1952)
- La domenica della buona gente (1953)
- Ridere, ridere, ridere (1954)
- Gli innamorati (1955)
- Prigionieri del male (1955)
- Non scherzare con le donne (1955)
- Lo scapolo (1955)
- Guardia, guardia scelta, brigadiere e maresciallo (1956)
- Totò, Peppino e... la malafemmina (1956)
- Tempo di villeggiatura (1956)
- Susanna tutta panna (1957)
- Camping (1957)
- Femmine tre volte, (1957)
- Guardia, ladro e cameriera (1958)
- Caporale di giornata (1958)
- Adorabili e bugiarde (1958)
- Pezzo, capopezzo e capitano (1958)
- Carmela è una bambola (1958)
- Venezia, la luna e tu (1958)
- I ragazzi dei Parioli (1959)
- Audace colpo dei soliti ignoti (1959)
- L'impiegato (1960)
- Le pillole di Ercole (1960)
- Crimen (1960)
- The Last Judgement (1961)
- A cavallo della tigre (1961)
- Il carabiniere a cavallo (1961)
- Anni ruggenti (1962)
- I motorizzati (1962)
- L'amore difficile (1962)
- La parmigiana (1962)
- El Verdugo (1963)
- I cuori infranti (1963)
- Alta infedeltà (1963)
- Le bambole (1964)
- Controsesso (1964)
- Questa volta parliamo di uomini (1964)
- Il Gaucho (1964)
- Io, io, io... e gli altri (1965)
- Made in Italy (1965)
- Thrilling (1965)
- I complessi (1965)
- Io la conoscevo bene (1965)
- Straziami ma di baci saziami (1966)
- Una rosa per tutti (1966)
- Operazione San Gennaro (1966)
- Adulterio all'italiana (1966)
- Italian secret service (1967)
- Il padre di famiglia (1967)
- Riusciranno i nostri eroi a ritrovare l'amico misteriosamente scomparso in Africa? (1968)
- Nell'anno del Signore (1969)
- Vedo nudo (1969)
- Rosolino Paternò soldato (1970)
- Contestazione generale (1970)
- Per grazia ricevuta (1971)
- La Betia ovvero in amore per ogni gaudenzia ci vuole sofferenza (1971)
- Roma Bene (1971)
- Trastevere (1971)
- Le avventure di Pinocchio (1972)
- Girolimoni, il mostro di Roma (1972)
- Lo chiameremo Andrea (1973)
- Pane e cioccolata (1974)
- C'eravamo tanto amati (1974)
- Attenti al buffone (1975)
- Brutti, sporchi e cattivi (1975)
- Basta che non si sappia in giro...! (1976)
- Quelle strane occasioni (1976)
- Signore e signori, buonanotte (1976)
- In nome del Papa Re (1977)
- La mazzetta (1978)
- Cocco mio (Gros calin, 1979)
- Il giocattolo (1979)
- Café Express (1980)
- Nudo di donna (1981)
- Spaghetti House (1982)
- Testa o croce (1982)
- Questo e quello (1983)
- Grandi magazzini (1986)
- Il tenente dei carabinieri (1986)
- Secondo Ponzio Pilato (1987)
- I picari (1987)
- Helsinki Napoli All Night Long Mika Kaurismaki (1988)
- In viaggio con Alberto (1990)
- In nome del popolo sovrano (1991)
- Mima (1991)
- The Flying Dutchman (1995)
- Colpo di luna (1995)
- Grazie di tutto (1998)
- La carbonara (1999)
- Una milanese a Roma (2001)
- Apri gli occhi e... sogna (2002)
- La luz prodigiosa (2003)

## Seriálové role
- La vita di Gesù (1975)
- Julianus barát (1991)
- Un commissario a Roma (1992)
- Linda e il brigadiere (1997)
- Linda e il brigadiere 2 (1998)
- Dio ci ha creato gratis (1998)
- Linda, il brigadiere e... (1999)
- Meglio tardi che mai (1999)
- Una storia qualunque (2000)
- Un difetto di famiglia (2002)
- Chiaroscuro (2003)
- La notte di Pasquino (2003)
- Un posto tranquillo (2003)

## Režisérská filmografie
- L'amore difficile (1962)
- Between Miracles (1970)
- Nudo di donna (1981)